# سته ضروریه
سته ضروریه نام چندین کتاب در زبان فارسی است. نام این اثرها اشاره به ضروریات ششگانه (هوا، خوراک، جنبش، نگهداشت و برونداد، احساسات، خواب و بیداری) مورد نظر پزشکان قدیم دارد.
خواب، حرکت، استفراغ واحتباس، اعراض نفسانی

## رضاقلی خان هدایت
«سِتّهٔ ضروریّه» اثری است فارسی از رضاقلی خان هدایت شامل شش منظومه با نام‌های:
۱ – گلستان ارم یا بکتاش‌نامه بر وزن خسرو و شيرين
۲ – بحرالحقایق بر وزن حديقه ی سنایی
۳ – انیس‌ العاشقین بر وزن ليلی و مجنون
۴ – خرم‌ بهشت بر وزن شاهنامه
۵ _ انوار الولایه بر وزن مخزن الاسرار
۶ _ هدایت‌نامه بر وزن مثنوی مولانا 

## یوسفی هروی
سته ضروریه همچنین نام کتابی است به فارسی از یوسفی هروی.

## محمد قمی
میرزا محمد قمی مشهدی (درگذشتهٔ ۱۱۲۵ ق) نیز کتابی به این نام دارد.

## ابوماهر
ابوماهر موسی بن یوسف بن سیار شیرازی نیز اثری دارد به نام کتاب در سته ضروریه. بایگانی‌شده  در ۲۹ سپتامبر ۲۰۰۷ توسط Wayback Machine
1. ↑  محمدابراهیم ایرج پور (بهار و تابستان ۱۳۸۹). «شناخت نامه هدایت». آینه میراث (۴۶).